# Várj reám (vers)
A Várj reám (Жди меня) című verset Konsztantyin Szimonov szovjet-orosz költő írta, egyező című színdarabjával együtt, és egyike a legismertebb orosz második világháborús költeményeknek. Szimonov a verset 1941-ben írta kedvesének, Valentyina Szerovának, amikor haditudósítói munkája miatt el kellett mennie a frontra.
Szimonov és Szerova 1943-ban házasodtak össze. Az események azt mutatták, hogy Szerova mégsem várt rá: 1942 és 1946 között viszonyt folytatott Konsztantyin Rokosszovszkij marsallal, ami szélesebb körben is ismert volt.
Magyarországon Lányi Sarolta fordításában Várj reám címmel, Negrelli Henrik zenéjével vált ismertté, Darvas Iván előadásában. A Színészkönyvtár tud arról, hogy Buday Dénes is megzenésítette a költeményt.

## Részlet a versből
| Várj reám, s én megjövök, hogyha vársz nagyon, várj reám, ha sárga köd őszi búja nyom; várj, ha havat hord a szél, várj, ha tűz a nap, várj, ha nem is jön levél innen néhanap; várj, ha nem vár senkit ott haza senki már, s ha nógat is bárki, hogy nem kell várni már. | Жди меня, и я вернусь. Только очень жди, Жди, когда наводят грусть Желтые дожди, Жди, когда снега метут, Жди, когда жара, Жди, когда других не ждут, Позабыв вчера. Жди, когда из дальних мест Писем не придет, Жди, когда уж надоест Всем, кто вместе ждет. |

## Szerzői jogok
A dal több formában is szerepel az ISWC adatbázisában.
- T-301.729.664-5 Konsztantyin Szimonov 00077990128 – Negrelli Henrik 00076597427 – Lányi Sarolta 00163138779 ARTISJUS
- T-301.733.028-4 Konsztantyin Szimonov 00077990128 – Negrelli Henrik 00076597427 ARTISJUS
- T-926.843.491-9 Čekaj me Konsztantyin Szimonov 00077990128 – Lengyel Gábor 00434414677 (HDS-ZAMP ügynökség)
- T-910.761.094-6 Čekaj me (Жди меня Zdi menja) Konsztantyin Szimonov 00077990128 – Ibrica-Ibrahim Jusić 00039911271 (HDS-ZAMP, horvát nyelven más szerzőkkel is)

Szimonovhoz rendelve más magyar szerző neve nem szerepel. A jegyzékben Szimonov megjelölése C (composer: zeneszerző) és A (author; szövegíró).
Német változatai:
- T-800.590.551-2 Wart auf mich  Konsztantyin Szimonov – Gerhard Folkerts
- T-800.063.689-6 Warte auf mich Konsztantyin Szimonov –  Hans Wilhelm Plate

A dalnak több finn nyelvű változatát is bejegyezték.